# لیگاتنه
لیگاتنه (به آلمانی: Ligat) شهرکی در لتونی با جمعیت ۱٬۳۰۴ نفر است که در Cēsis District واقع شده‌است.